# Cranbrook (Kent)
Cranbrook è un paese di circa 4 900 abitanti della contea del Kent, in Inghilterra.